# Cmentarz żydowski w Wasilkowie (ul. Supraślska)
Cmentarz żydowski w Wasilkowie – kirkut społeczności żydowskiej niegdyś zamieszkującej Wasilków, który znajduje się przy ul. Supraślskiej. Nie wiadomo kiedy dokładnie powstał. Obecnie brak na nim jakichkolwiek nagrobków, gdyż teren został przekształcony w boisko sportowe.